# نهر بيسوكاترا
نهر بيسوكاترا (بالملغاشية: Besokatra) هو نهر يقع شمال مدغشقر. يقع منبعه بالقرب من جوفرفيل في منتزه جبل الكهرمان الوطني في نجد أمبوهيترا. يمر من الطريق الوطني 6 بالقرب من ماهافانونا ويصب إلى المحيط الهندي.